# Brzezinka Średzka (stacja kolejowa)
Brzezinka Średzka – stacja kolejowa w Brzezince Średzkiej w Polsce, w województwie dolnośląskim, w powiecie średzkim, w gminie Miękinia.

## Ruch pasażerski
| Rok  | Wymiana pasażerska na dobę |
| ---- | -------------------------- |
| 2017 | 200-299                    |
| 2022 | 300-399                    |